# Murcijski nacionalizem
Murcijski nacionalizem ali murcianizem (špansko Nacionalismo murciano ali Murcianismo) je politična ideologija, ki si želi izoblikovati narodno zavest španske regije Murcije in tudi priboriti njegovo samostojnost od Španije.
Po mnenju murcianistov se Murcia zgodovinsko, kulturno in tudi jezikovno razlikuje od drugih delov Španije. V preteklosti je res obstajala Kraljevina Murcia, ampak to je bil avtonomni protektorat Kraljevine Kastilije, torej ni bila resnična samostojna država.
Drugi razlog nacionalistov, da v regiji govorijo murcijščino, ki ni enaka kastiljščini (španščini). Današnje murcijsko narečje je prehod med španščino, aragonščino in valencijsko katalonščino. Ker je od 14. stoletja pod močnim jezikovnim vplivom kastiljščine, imajo ga jezikoslovci in dialektologi bolj za špansko narečje.
Murcianisti menijo, da govorijo čisto murcijščino v gorski pokrajini Carche (El Carxe, Severovzhodna Murcia), zaradi tega predlagajo standardizacijo tistega narečja. Po drugi strani je mnenje jezikoslovcev, da je govor v tej regiji pravzaprav narečje valencijščine.
Leta 1978 je dobila Murcia avtonomijo od španske vlade. Nato je nastalo več političnih strank, ki so se zavzemale za murcianizem, vendar niso dosegle višjih izidov na lokalnih volitvah. Ljudstvo komaj podpira murcianizem. Navezanost na Španijo je močnejša v regiji.